# Sonic the Hedgehog (8-bit datorspel)
Sonic the Hedgehog är ett 1991-sidscrollande datorspel för 8-bitars Game Gear och Master System-konsoler, som publiceras av Sega som kompanjon till Sega Mega Drive-spelet med samma namn. Spelen är lika i spel och stil, förutom nya eller förändrade spelmekanik. Liksom de ursprungliga Sonic-satsningarna för att rädda djurpopulationen på södra ön från doktor Robotnik. 8-bitars Sonic the Hedgehog är differentierad från Sega Mega Drive föregångare på grund av dess olika nivåteman och mönster, ett övervärldssystem och långsammare, mer utforskande.